# مقعد

نحوهٔ تشکیل مقعد در دهان‌نخستیان و دهان‌دومیان

دستگاه گوارش و مقعد انسان

مَقعَد یا مُرز (فارسی سره) یا آنوس یا سوراخ کون (به انگلیسی: anus)، بخش پایانی دستگاه گوارش در جانوران است. مقعد سوراخی در بدن است و عملکرد آن دفع مواد زائد غذایی و همچنین مواد زائد داخل بدن است.
فقط جانورانی مقعد دارند که دارای لولهٔ گوارش باشند و جانورانی مانند هیدر (که کیسه گوارشی دارد) و کرم کدو (که اصلاً لوله گوارش ندارد) مقعد ندارند. مقعد دارای دو اسفنکتر، داخلی و خارجی است که اولی از نوع عضله صاف و غیرارادی است و دومی از نوع عضله مخطط و ارادی است. ارادی بودن اسفنکتر خارجی باعث می‌شود تا بتوان مدفوع را به صورت ارادی خارج کرد. عدم خروج به موقع مدفوع از بدن باعث بیماری‌های مزمنی مانند بواسیر می‌شود.

## واژه‌شناسی
واژه مقعد در زبان عربی به معنای نیمکت است و ارتباطی با نشیمنگاه و مقعد دارد.

## آناتومی و ساختار مقعد
دیواره مقعد به دلیل عبور مدفوع، حالت ارتجاعی دارد و توسط دو عضله به نام اسفنکتر داخلی و اسفنکتر خارجی کنترل می‌شود. عضلات اسفنکتر به ایجاد انقباض در دریچه مقعد و کنترل دفع کمک می‌کنند. البته یک دریچه غیرارادی هم در داخل مقعد وجود دارد که پس از پر شدن رکتوم، مدفوع از طریق آن وارد کانال کوچک مقعد می‌شود.
اما دریچه خارجی یک کانال کاملاً ارادی است و تا زمانی که فرد اراده نکند، مدفوع خارج نمی‌شود. مگر اینکه کانال بیش از حد پر شده باشد.
دلیل دیگری که برای خروج غیرارادی مدفوع وجود دارد، آسیب دیدن عضلات اسفنکتر است. افرادی که دچار بی‌اختیاری در دفع گاز و مدفوع می‌شوند و این امر از کنترل آنها خارج است، احتمالاً دچار آسیب در عضلات اسفنکتر شده‌اند.
اسفنکتر داخلی همان عضله غیرارادی داخل کانال مقعد است که همیشه در حالت انقباض است. اما اسفنکتر خارجی عضله ایست که اگر آسیب ببیند، فرد به مشکلات بی‌اختیاری دچار می‌شود.
عضلات دیگری هم در قسمت خروجی مقعد(آنال) و در کف لگن وجود دارند که با نام لواتور آنی شناخته می‌شوند.
دیواره مقعد(آنال) شامل غدد و رگ‌هایی ایست که وظیفه خونرسانی به این بخش را به عهده دارند و به شدت در برابر فشار حساس‌اند. زمانیکه به دلایل مختلف ناحیه مقعد تحت فشار قرار می‌گیرد، عروق دیواره مقعد آسیب دیده و منجر به بروز بیماری‌های مختلف خواهند شد.
همچنین رعایت بهداشت این ناحیه مسئله بسیار مهمی است که باید به آن توجه شود. مقعد ناحیه ای آلوده‌است و به همین دلیل پس از اجابت مزاج باید اطراف آن کاملاً تمیز شود تا این آلودگی به دستگاه تناسلی راه پیدا نکند.

## بیماری‌های مقعد

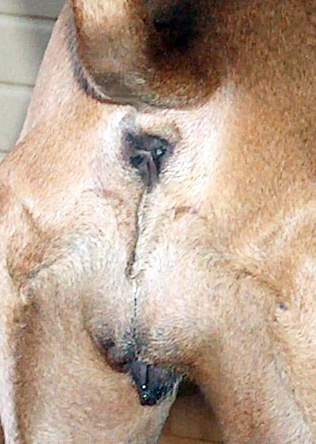
مقعد سگ

### بواسیر
بَواسیر یا هِموروئید (به انگلیسی: Hemorrhoid) به گشاد شدن رگ‌های وریدی در مجرای مقعدی می‌گویند که به کنترل مدفوع کمک می‌کنند. آن‌ها زمانی‌که متورم یا ملتهب می‌شوند «بیمارگونه» یا همان بواسیر می‌شوند. آن‌ها در حالت فیزیولوژیک خود مانند بالشتکی مرکب از مجرای سیاهرگی و بافت همبند عمل می‌کنند.

### بیماری شقاق یا زخم مقعد
علت بیماری فیشر یا شقاق مقعدی (فرانسوی: Fissure anale)، ایجاد خراشیدگی در پوست مقعد به دنبال یبوست است. این خراشیدگی باعث انقباض عضله داخلی مقعد می‌شود و این انقباض باعث ایجاد درد شدید می‌گردد. افراد مبتلا معمولاً با درد در هنگام دفع مدفوع مواجه هستند و در مواردی نیز پس از خروج آن چند قطره خون نیز جاری می‌شود.

### فیستول مقعدی
فیستول مقعدی (به انگلیسی: Anal fistula) یک ارتباط غیرطبیعی و مزمن بین سطح بافت پوششی کانال مقعد و معمولاً سطح پوست در ناحیه پرینه است. فیستول مقعدی را می‌توان به عنوان یک تونل باریک در نظر گرفت که دهانه داخلی آن در کانال مقعد و دهانه خارجی آن در سطح پوست در نزدیکی مقعد است. فیستول مقعدی معمولاً در افرادی که سابقه آبسه مقعدی دارند، رخ می‌دهد. وقتی که آبسه مقعدی به خوبی درمان نشود، می‌تواند تبدیل به فیستول مقعدی شود.

### سرطان مقعد
این عارضه به معنی رشد بی‌رویه سلول‌های سالم بدن است که باعث ایجاد تومور می‌شوند و ممکن است باعث سرطانی شدن بافت‌های مجاور هم شوند. برای درمان سرطان مقعد، از روش‌های شیمی درمانی و پرتو درمانی استفاده می‌شود.